# Rafael van der Vaart
Rafael Ferdinand van der Vaart (n. 11 februarie 1983, Heemskerk) este un fost fotbalist neerlandez care a evoluat pe postul de mijlocaș ofensiv sau defensiv, și fost jucător în echipa națională a Țărilor de Jos. În prezent este antrenor secund al clubului danez din divizia a 2-a, Esbjerg fB.
Van der Vaart și-a început cariera la academia de tineret a lui Ajax și a ajuns la prima echipă, debutând la 17 ani. Cunoscut pentru abilitățile sale de joc, a avut comparații cu Johan Cruyff. A fost numit Fotbalistul neerlandez al anului și a devenit primul câștigător al premiului Golden Boy în anul 2003. S-a mutat la clubul din Bundesliga germană, Hamburger SV, apoi la Real Madrid, apoi la Tottenham Hotspur, înainte de a reveni la Hamburger în 2012. În ultimele etape ale carierei sale, Van der Vaart a jucat scurte perioade de timp în Spania și Danemarca înainte de a-și anunța retragerea în 2018, și revenind în 2019 cu un meci testimonial.
Van der Vaart a avut 109 selecții unde a reușit să înscrie 25 de goluri cu echipa națională de fotbal a Țărilor de Jos între 2001 și 2013. A reprezentat țara la trei Campionate Europene și două Cupe Mondiale FIFA, ajungând în finală în 2010.